# 2018년 동계 올림픽 쇼트트랙 여자 1000m
2018년 동계 올림픽의 쇼트트랙 여자 1000m는 2018년 2월 20일부터 2월 22일까지 대한민국 강릉시 강릉 아이스 아레나에서 진행된다. 예선은 2월 20일에, 준준결선부터 결선까지는 2월 22일에 열린다. 경기 결과, 네덜란드의 쉬자너 스휠팅이 금메달, 캐나다의 킴 부탱이 은메달, 이탈리아의 아리안나 폰타나가 동메달을 획득하였다. 파이널 A에서 대한민국의 최민정과 심석희의 충돌이 발생하여 심석희는 실격되었고 최민정은 4위로 결승선을 통과하였다.

## 출전권 예선
2017-18 ISU 쇼트트랙 월드컵 기간 동안의 경기 결과에 따른 세계랭킹에 따라 각국에 일정 쿼터가 배정된다. 한 국가가 받을 수 있는 최대 쿼터수는 그 국가가 계주 경기에 참가하면 남녀당 5쿼터까지, 계주 경기에 참가하지 않으면 3쿼터까지이다. 개최국인 대한민국은 10쿼터를 자동으로 부여받는다.
여자 1000m 종목에는 총 32명분 쿼터가 배정됐다.

## 결과

### 예선
Q – 준준결승에 진출
ADV – 피반칙으로 진출
PEN – 페널티
YC – 옐로 카드
| 순위 | 조 | 이름                    | 국가           | 시간     | 비고 |
| ---- | -- | ----------------------- | -------------- | -------- | ---- |
| 1    | 1  | 심석희                  | 대한민국       | 1:34.940 | Q    |
| 2    | 1  | 베로니크 피에롱         | 프랑스         | 1:35.299 | Q    |
| 3    | 1  | 비안카 발터             | 독일           | 1:36.128 | ADV  |
|      | 1  | 한위퉁                  | 중화인민공화국 |          | PEN  |
| 1    | 2  | 최민정                  | 대한민국       | 1:31.190 | Q    |
| 2    | 2  | 취춘위                  | 중화인민공화국 | 1:31.279 | Q    |
| 3    | 2  | 아나스타샤 크레스토바   | 카자흐스탄     | 1:31.557 |      |
|      | 2  | 디아나 로켓             | 오스트레일리아 |          | PEN  |
| 1    | 3  | 쉬자너 스휠팅           | 네덜란드       | 1:29.519 | Q    |
| 2    | 3  | 에카테리나 에프레멘코바 | 러시아 출신    | 1:29.598 | Q    |
| 3    | 3  | 김롱아                  | 카자흐스탄     | 1:29.703 |      |
| 4    | 3  | 페트라 야스자파티       | 헝가리         | 1:29.838 |      |
| 1    | 4  | 아리안나 폰타나         | 이탈리아       | 1:30.676 | Q    |
| 2    | 4  | 발레리 말테             | 캐나다         | 1:30.773 | Q    |
| 3    | 4  | 제시카 쿠어맨           | 미국           | 1:31.657 |      |
| 4    | 4  | 캐트린 톰슨             | 영국           | 1:32.150 |      |
| 1    | 5  | 라라 판 라위번          | 네덜란드       | 1:30.896 | Q    |
| 2    | 5  | 막달레나 바라콤스카     | 폴란드         | 1:31.259 | Q    |
| 3    | 5  | 안드레아 케스즐러       | 헝가리         | 1:31.446 | ADV  |
|      | 5  | 엘리스 크리스티         | 영국           |          | YC   |
| 1    | 6  | 리진위                  | 중화인민공화국 | 1:32.335 | Q    |
| 2    | 6  | 야라 판 케르코프        | 네덜란드       | 1:43.364 | Q    |
|      | 6  | 소피아 프로스비르노바   | 러시아 출신    |          | PEN  |
|      | 6  | 안나 사이델             | 독일           |          | PEN  |
| 1    | 7  | 김아랑                  | 대한민국       | 1:30.459 | Q    |
| 2    | 7  | 마리안 생젤레           | 캐나다         | 1:30.512 | Q    |
| 3    | 7  | 기쿠치 스미레           | 일본           | 1:30.970 |      |
|      | 7  | 라나 게링               | 미국           |          | PEN  |
| 1    | 8  | 킴 부탱                 | 캐나다         | 1:32.402 | Q    |
| 2    | 8  | 사이토 히토미           | 일본           | 1:32.457 | Q    |
| 3    | 8  | 샬럿 길머틴             | 영국           | 1:32.899 |      |
| 4    | 8  | 친티아 마시토           | 이탈리아       | 1:32.926 |      |

### 준준결승
Q – 준결승에 진출
ADV – 피반칙으로 진출
PEN – 페널티
| 순위 | 조 | 이름                    | 국가           | 시간     | 비고 |
| ---- | -- | ----------------------- | -------------- | -------- | ---- |
| 1    | 1  | 킴 부탱                 | 캐나다         | 1:30.013 | Q    |
| 2    | 1  | 김아랑                  | 대한민국       | 1:30.137 | Q    |
| 3    | 1  | 마리안 생젤레           | 캐나다         | 1:30.180 |      |
| 4    | 1  | 베로니크 피에롱         | 프랑스         | 1:30.323 |      |
| 5    | 1  | 비안카 발터             | 독일           | 1:31.085 |      |
| 1    | 2  | 아리안나 폰타나         | 이탈리아       | 1:30.074 | Q    |
| 2    | 2  | 발레리 말테             | 캐나다         | 1:30.131 | Q    |
| 3    | 2  | 리진위                  | 중화인민공화국 | 1:30.175 |      |
| 4    | 2  | 사이토 히토미           | 일본           | 1:30.804 |      |
| 1    | 3  | 최민정                  | 대한민국       | 1:30.940 | Q    |
| 2    | 3  | 취춘위                  | 중화인민공화국 | 1:31.284 | Q    |
| 3    | 3  | 막달레나 바라콤스카     | 폴란드         | 1:31.698 |      |
| 4    | 3  | 라라 판 라위번          | 네덜란드       | 1:31.754 |      |
| 1    | 4  | 심석희                  | 대한민국       | 1:29.159 | Q    |
| 2    | 4  | 쉬자너 스휠팅           | 네덜란드       | 1:29.377 | Q    |
| 3    | 4  | 에카테리나 에프레멘코바 | 러시아 출신    | 1:29.466 |      |
| 4    | 4  | 야라 판 케르코프        | 네덜란드       | 1:29.670 |      |
| 5    | 4  | 안드레아 케스즐러       | 헝가리         | 1:30.642 |      |

### 준결승
QA – 파이널 A에 진출
QB – 파이널 B에 진출
ADV – 피반칙으로 진출
PEN – 페널티
| 순위 | 조 | 이름            | 국가           | 시간     | 비고 |
| ---- | -- | --------------- | -------------- | -------- | ---- |
| 1    | 1  | 킴 부탱         | 캐나다         | 1:29.065 | QA   |
| 2    | 1  | 아리안나 폰타나 | 이탈리아       | 1:29.156 | QA   |
| 3    | 1  | 김아랑          | 대한민국       | 1:29.212 | QB   |
|      | 1  | 발레리 말테     | 캐나다         |          | PEN  |
| 1    | 2  | 쉬자너 스휠팅   | 네덜란드       | 1:30.949 | QA   |
| 2    | 2  | 심석희          | 대한민국       | 1:30.974 | QA   |
| 3    | 2  | 최민정          | 대한민국       | 1:31.131 | ADV  |
|      | 2  | 취춘유          | 중화인민공화국 |          | PEN  |

### 파이널 A
파이널 B는 김아랑만 진출하게 되어 진행하지 않았다.
| 순위 | 이름            | 국가     | 시간     | 비고 |
| ---- | --------------- | -------- | -------- | ---- |
| 1    | 쉬자너 스휠팅   | 네덜란드 | 1:29.778 |      |
| 2    | 킴 부탱         | 캐나다   | 1:29.956 |      |
| 3    | 아리안나 폰타나 | 이탈리아 | 1:30.656 |      |
| 4    | 최민정          | 대한민국 | 1:42.434 |      |
|      | 심석희          | 대한민국 |          | PEN  |

## 범례
|  | 세계 신기록                  |  |                   | 아프리카 신기록 |                      | Q | 예선 통과 |
|  | 올림픽 신기록                |  | 북아메리카 신기록 | DNS             | 경기를 시작하지 않음 |   |           |
|  |                              |  | 아시아 신기록     | DNF             | 경기를 마치지 않음   |   |           |
|  | 국가 신기록                  |  | 유럽 신기록       | DSQ             | 실격                 |   |           |
|  | 개인 최고 기록 (개인 신기록) |  | 오세아니아 신기록 | WD              | 기권                 |   |           |
|  | 시즌 최고 기록 (시즌 신기록) |  | 남아메리카 신기록 | NM              | 기록 없음            |   |           |

### 쇼트트랙
| ADV | 피반칙으로 다음 라운드 진출 |  |  | QA | 결승전 A (메달 경쟁) |  |  | QB | 결승전 B (메달 없음) |